# Masa pomenirii (Zastînca)
Masa pomenirii este un monument amplasat în Zastînca, raionul Soroca, Republica Moldova. Este un monument de artă de importanță națională inclus în Registrul monumentelor Republicii Moldova ocrotite de stat cu nr. 2822 (raionul Soroca). Datează de la înc. sec. XX.